# Anna zu Mecklenburg
Anna, Herzogin zu Mecklenburg [-Schwerin], auch: Anne (* 7. April 1865 in Schwerin; † 8. Februar 1882 ebenda; vollständiger Name: Anna Elisabeth Auguste Alexandrine) war als Prinzessin eine Angehörige des großherzoglichen Hauses Mecklenburg-Schwerin.

## Leben
Anna war das fünfte Kind des Großherzogs Friedrich Franz II. Nach dem Tod seiner ersten Frau, Auguste Reuß zu Köstritz (1822–1862), hatte er 1864 Anna von Hessen-Darmstadt geheiratet, die einzige Tochter des Prinzen Karl von Hessen und bei Rhein (1809–1877) aus dessen Ehe mit Elisabeth (1815–1885), Tochter des Prinzen Wilhelm von Preußen.
Anna war das einzige Kind dieser Ehe, denn ihre Mutter starb nach ihrer Geburt, 21-jährig, an Kindbettfieber. Sie wuchs auf mit ihren vier Halbgeschwistern aus der ersten Ehe ihres Vaters und erhielt 1868 in Marie von Schwarzburg-Rudolstadt eine Stiefmutter. Aus dieser dritten Ehe von Friedrich Franz II. gingen noch einmal vier weitere Kinder hervor, so dass Anna ab 1876 acht Halbgeschwister hatte. 
Sie starb 16-jährig an einer Lungenentzündung. Am 13. Februar 1882 wurde sie unter großer Anteilnahme der Bevölkerung in der großherzoglichen Begräbniskapelle, der Heiligblutkapelle im Chorumgang des Schweriner Doms beigesetzt.

## Erinnerung

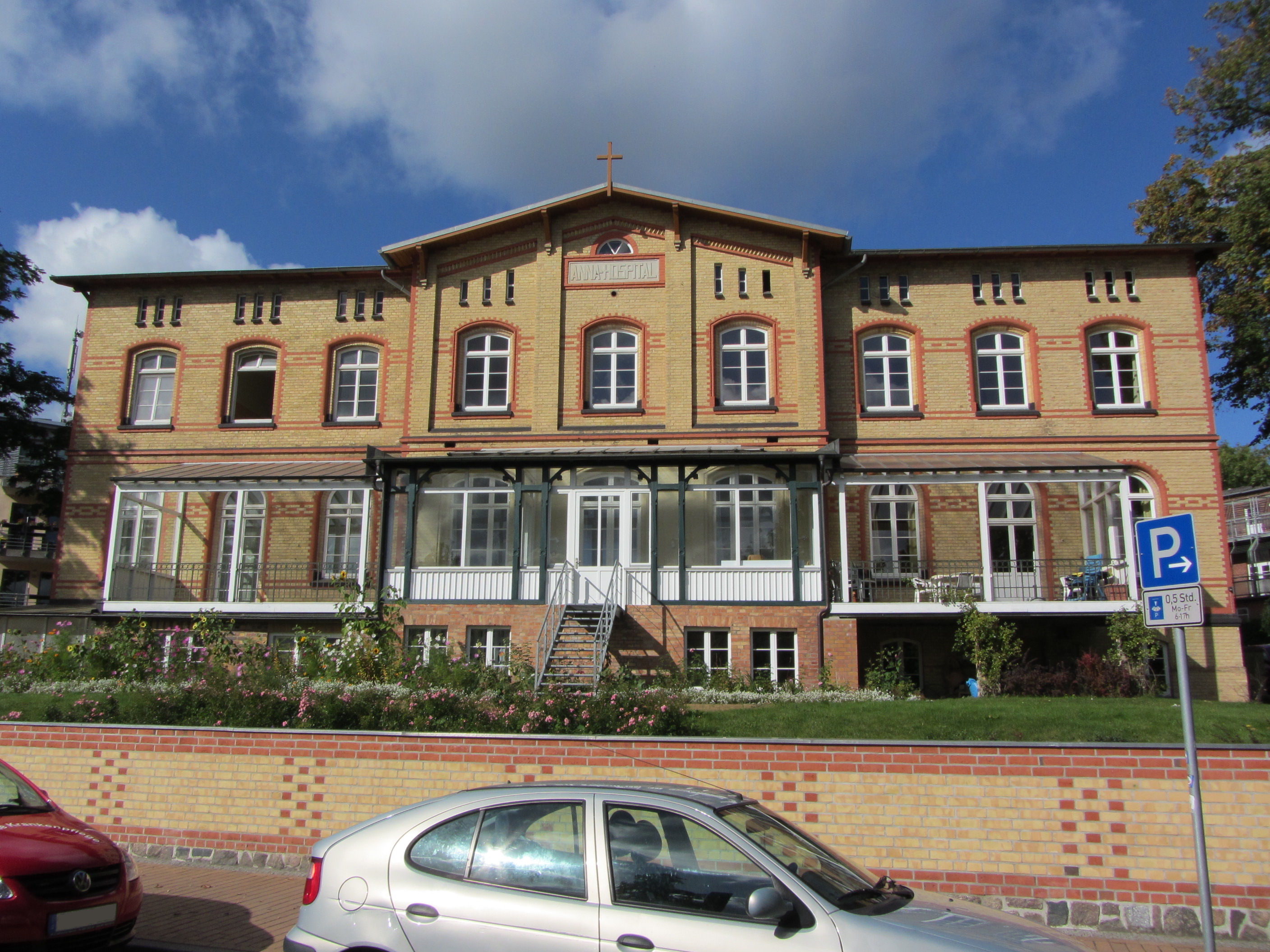
Anna-Hospital (2012)

Zu ihrem Andenken stifteten der Großherzog und seine dritte Frau einen hohen Betrag für einen Neubau des seit 1866 bestehenden Kinderhospitals in Schwerin, das nun den Namen Anna-Hospital erhielt.  
Ihre Hofmeisterin, Luise von Kummer, veröffentlichte ein Lebensbild, das bis 1890 fünf Auflagen erreichte.